# Noongar

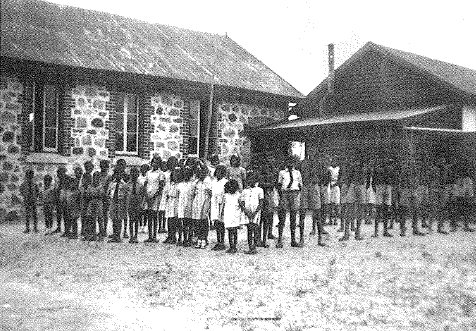
Carrolup River Native Settlement (c, 1951) vicino Katanning.

I noongar (pronuncia: /ˈnʊŋɑː/; o anche nyungar, nyoongar, nyoongah, nyungah, o noonga) sono popoli indigeni australiani che vivono a sud-ovest dello stato dell'Australia Occidentale, da Geraldton sulla costa ovest a Esperance sulla costa sud.
Tradizionalmente, i noongar parlano i dialetti della lingua noongar, membro della grande famiglia linguistica Pama-Nyungan, ma oggi parlano generalmente l'inglese aborigeno australiano, un dialetto della lingua inglese intervallato dalle parole e dalla grammatica noongar.